# Sarıpınar, İnegöl
Sarıpınar là một xã thuộc huyện İnegöl, tỉnh Bursa, Thổ Nhĩ Kỳ. Dân số thời điểm năm 2011 là 475 người.